# Florentino Ameghino megye
Florentino Ameghino egy megye Argentínában, Chubut tartományban. A megye székhelye Camarones.

## Települések
A megye a következő nagyobb településekből (Localidades) áll:
- Camarones
- Garayalde

Kisebb települései (Parajes):
- Malaspina
- La Esther
- Caleta Hornos
- Uzcudun
- Florentino Ameghino
- Cabo Raso
- Puesto El Palenque
- Dos Pozos